# كارل دام
كارل دام هو سياسي ألماني، ولد في 20 فبراير 1927 في كوبلنتس في ألمانيا، وتوفي في 8 ديسمبر 1993 في هامبورغ في ألمانيا. نشط حزبياً في الاتحاد الديمقراطي المسيحي. وقد انتخب عضو برلمان هامبورغ ‏ وانتخب عضو في البوندستاغ الألماني خلال فترته النيابية ‏ (19 أكتوبر 1965 – 19 أكتوبر 1969).